# Seven Femenino de Australia 2020
El Seven Femenino de Australia de 2020 fue la cuarta edición del torneo australiano de rugby 7, fue el quinto y último torneo de la Serie Mundial Femenina de Rugby 7 2019-20.
Se desarrolló en el Western Sydney Stadium de la ciudad de Sídney, Australia.

## Equipos participantes
Además de los 11 equipos que tienen su lugar asegurado para toda la temporada se suma como invitado la selección de Japón.
| - Australia - Brasil - Canadá - España - Estados Unidos - Fiyi | - Francia - Inglaterra - Irlanda - Japón - Nueva Zelanda - Rusia |

## Fase de grupos

### Grupo A
| Equipo        | Encuentros | Encuentros | Encuentros | Encuentros | Tantos  | Tantos    | Tantos     | Puntos |
| Equipo        | jugados    | ganados    | empatados  | perdidos   | a favor | en contra | diferencia | Puntos |
| ------------- | ---------- | ---------- | ---------- | ---------- | ------- | --------- | ---------- | ------ |
| Nueva Zelanda | 3          | 3          | 0          | 0          | 76      | 24        | +52        | 9      |
| Inglaterra    | 3          | 2          | 0          | 1          | 71      | 47        | +24        | 7      |
| Rusia         | 3          | 1          | 0          | 2          | 26      | 67        | -41        | 5      |
| Japón         | 3          | 0          | 0          | 3          | 17      | 68        | -51        | 3      |

### Grupo B
| Equipo         | Encuentros | Encuentros | Encuentros | Encuentros | Tantos  | Tantos    | Tantos     | Puntos |
| Equipo         | jugados    | ganados    | empatados  | perdidos   | a favor | en contra | diferencia | Puntos |
| -------------- | ---------- | ---------- | ---------- | ---------- | ------- | --------- | ---------- | ------ |
| Canadá         | 3          | 3          | 0          | 0          | 74      | 31        | +43        | 9      |
| Fiyi           | 3          | 2          | 0          | 1          | 64      | 34        | +30        | 7      |
| Estados Unidos | 3          | 1          | 0          | 2          | 55      | 59        | -4         | 5      |
| Brasil         | 3          | 0          | 0          | 3          | 29      | 98        | -69        | 3      |

### Grupo C
| Equipo    | Encuentros | Encuentros | Encuentros | Encuentros | Tantos  | Tantos    | Tantos     | Puntos |
| Equipo    | jugados    | ganados    | empatados  | perdidos   | a favor | en contra | diferencia | Puntos |
| --------- | ---------- | ---------- | ---------- | ---------- | ------- | --------- | ---------- | ------ |
| Australia | 3          | 3          | 0          | 0          | 81      | 10        | +71        | 9      |
| Francia   | 3          | 2          | 0          | 1          | 92      | 35        | +47        | 7      |
| España    | 3          | 1          | 0          | 2          | 31      | 80        | -49        | 5      |
| Irlanda   | 3          | 0          | 0          | 3          | 19      | 98        | -79        | 3      |

## Fase Final

### 11° puesto
| 2 de febrero | Brasil | 7 - 20 | Irlanda | Western Sydney Stadium, Sídney |  |

### 9° puesto
| 2 de febrero | España | 7 - 33 | Japón | Western Sydney Stadium, Sídney |  |

### 7° puesto
| 2 de febrero | Estados Unidos | 15 - 19 | Rusia | Western Sydney Stadium, Sídney |  |

### 5° puesto
| 2 de febrero | Inglaterra | 5 - 17 | Fiyi | Western Sydney Stadium, Sídney |  |

#### Copa de oro
|  | Semifinales   | Semifinales   | Semifinales   |               |        | Copa         | Copa         | Copa         |  |
|  |               |               |               |               |        |              |              |              |  |
|  |               |               |               |               |        |              |              |              |  |
|  | Canadá        | Canadá        | 34            |               |        |              |              |              |  |
|  | Canadá        | Canadá        | 34            |               |        |              |              |              |  |
|  | Australia     | Australia     | 0             |               |        |              |              |              |  |
|  | Australia     | Australia     | 0             |               | Canadá | Canadá       | 7            |              |  |
|  |               |               |               |               | Canadá | Canadá       | 7            |              |  |
|  |               |               | Nueva Zelanda | Nueva Zelanda | 33     |              |              |              |  |
|  | Nueva Zelanda | Nueva Zelanda | Nueva Zelanda | Nueva Zelanda | 33     | 24           |              |              |  |
|  | Nueva Zelanda | Nueva Zelanda |               |               |        | 24           |              |              |  |
|  | Francia       | Francia       | 7             |               |        | Tercer lugar | Tercer lugar | Tercer lugar |  |
|  | Francia       | Francia       | 7             |               |        | Tercer lugar | Tercer lugar | Tercer lugar |  |
|  |               |               |               |               |        |              |              |              |  |
|  |               |               |               |               |        | Australia    | Australia    | 12           |  |
|  |               |               |               |               |        | Australia    | Australia    | 12           |  |
|  |               |               |               |               |        | Francia      | Francia      | 10           |  |
|  |               |               |               |               |        | Francia      | Francia      | 10           |  |
|  |               |               |               |               |        |              |              |              |  |

| Bandera de Nueva Zelanda |
| Campeón Nueva Zelanda    |
| 4º título del circuito   |